# Han Tianyu
Han Tianyu (chinesisch 韩天宇, Pinyin Hán Tiānyǔ, * 3. Juni 1996 in Liaoning) ist ein chinesischer Shorttracker.

## Werdegang
Han gewann bei den Juniorenweltmeisterschaften 2012 in Melbourne die Goldmedaille im 1500-m-Superfinale sowie Silber mit der Staffel und über 500 m und Bronze im Mehrkampf. Zu Beginn der Saison 2012/13 startete er in Calgary erstmals im Weltcup und belegte dabei den 48. Platz über 1500 m und den 20. Rang über 1000 m. Im weiteren Saisonverlauf erreichte er in Montreal mit Platz zwei und jeweils Rang drei mit der Staffel in Nagoya und in Sotschi seine ersten Podestplatzierungen im Weltcup. Bei den Juniorenweltmeisterschaften 2013 in Warschau gewann er die Goldmedaillen über 1000 und 1500 m sowie die Silbermedaillen über 500 m und im Mehrkampf. Im März 2013 wurde er bei den Weltmeisterschaften in Debrecen Fünfter mit der Staffel. In der folgenden Saison erreichte er mit zwei Top-Zehn-Platzierungen über 1000 m den fünften Platz im Weltcup über 1000 m. Bei den Olympischen Winterspielen 2014 in Sotschi gewann er über 1500 m die Silbermedaille hinter Charles Hamelin. Zudem gewann er mit der chinesischen Staffel über 5000 m hinter den Staffeln aus Russland und den Vereinigten Staaten die Bronzemedaille. Bei den Weltmeisterschaften im März 2014 in Montreal holte er erneut die Silbermedaille über 1500 m hinter Charles Hamelin.
Nach Platz zwei mit der Staffel in Salt Lake City zu Beginn der Saison 2014/15, wurde Han in Dresden Dritter mit der Staffel und holte in Erzurum über 1500 m und mit der Staffel seine ersten Weltcupsiege. Beim Saisonhöhepunkt den Weltmeisterschaften 2015 in Moskau gewann er die Bronzemedaille über 500 m und die Goldmedaille mit der Staffel. Die Saison beendete er auf dem siebten Platz im Weltcup über 1500 m. In der Saison 2015/16 siegte er beim Weltcup in Montreal über 1000 m und mit der Staffel und belegte in Toronto den dritten Platz mit der Staffel und in Nagoya den zweiten Rang mit der Staffel. Bei den Weltmeisterschaften 2016 in Seoul holte er über 1500 m, 3000 m, im Mehrkampf und mit der Staffel jeweils die Goldmedaille. In der folgenden Saison triumphierte er in Salt Lake City und in Shanghai jeweils mit der Staffel und errang zudem im Salt Lake City den zweiten Platz über 500 m. Im Februar 2017 holte er bei den Winter-Asienspielen in Sapporo die Goldmedaille mit der Staffel. Bei den Weltmeisterschaften 2017 in Rotterdam gewann er die Silbermedaille mit der Staffel. Nach Platz drei über 1000 m und Rang zwei mit der Staffel in Budapest zu Beginn der Saison 2017/18, wurde er in Dordrecht Dritter mit der Staffel und erreichte abschließend den achten Platz im Weltcup über 1000 m. Bei den Olympischen Winterspielen 2018 gewann Tianyu mit der Staffel über 5000 m die Silbermedaille.
In der Saison 2019/20 siegte Han in Nagoya mit der Staffel, in Shanghai über 1000 m und in Montreal und Dordrecht mit der Mixed-Staffel. Zudem errang er zweimal den zweiten und dritten Platz und belegte zum Saisonende den zweiten Platz im Weltcup über 1000 m.

## Weltcupsiege

### Weltcupsiege im Einzel
| Nr. | Datum            | Ort      | Disziplin |
| --- | ---------------- | -------- | --------- |
| 1.  | 14. Februar 2015 | Erzurum  | 1500 m    |
| 2.  | 31. Oktober 2015 | Montreal | 1000 m    |
| 3.  | 8. Dezember 2019 | Shanghai | 1000 m    |

### Weltcupsiege im Team
| Nr. | Datum             | Ort              |
| --- | ----------------- | ---------------- |
| 1.  | 15. Februar 2015  | Erzurum 1        |
| 2.  | 31. Oktober 2015  | Montreal 1       |
| 3.  | 13. November 2016 | Salt Lake City 2 |
| 4.  | 11. Dezember 2016 | Shanghai 2       |
| 5.  | 9. November 2019  | Montreal 3       |
| 6.  | 1. Dezember 2019  | Nagoya 4         |
| 7.  | 15. Februar 2020  | Dordrecht 5      |

## Persönliche Bestzeiten
- 500 m      40,419 s (aufgestellt am 13. November 2016 in Salt Lake City)
- 1000 m    1:22,494 min (aufgestellt am 1. November 2019 in Salt Lake City)
- 1500 m    2:10,395 min (aufgestellt am 12. November 2016 in Salt Lake City)
- 3000 m    4:49,450 min (aufgestellt am 13. März 2016 in Seoul)